# Pietro Bongo

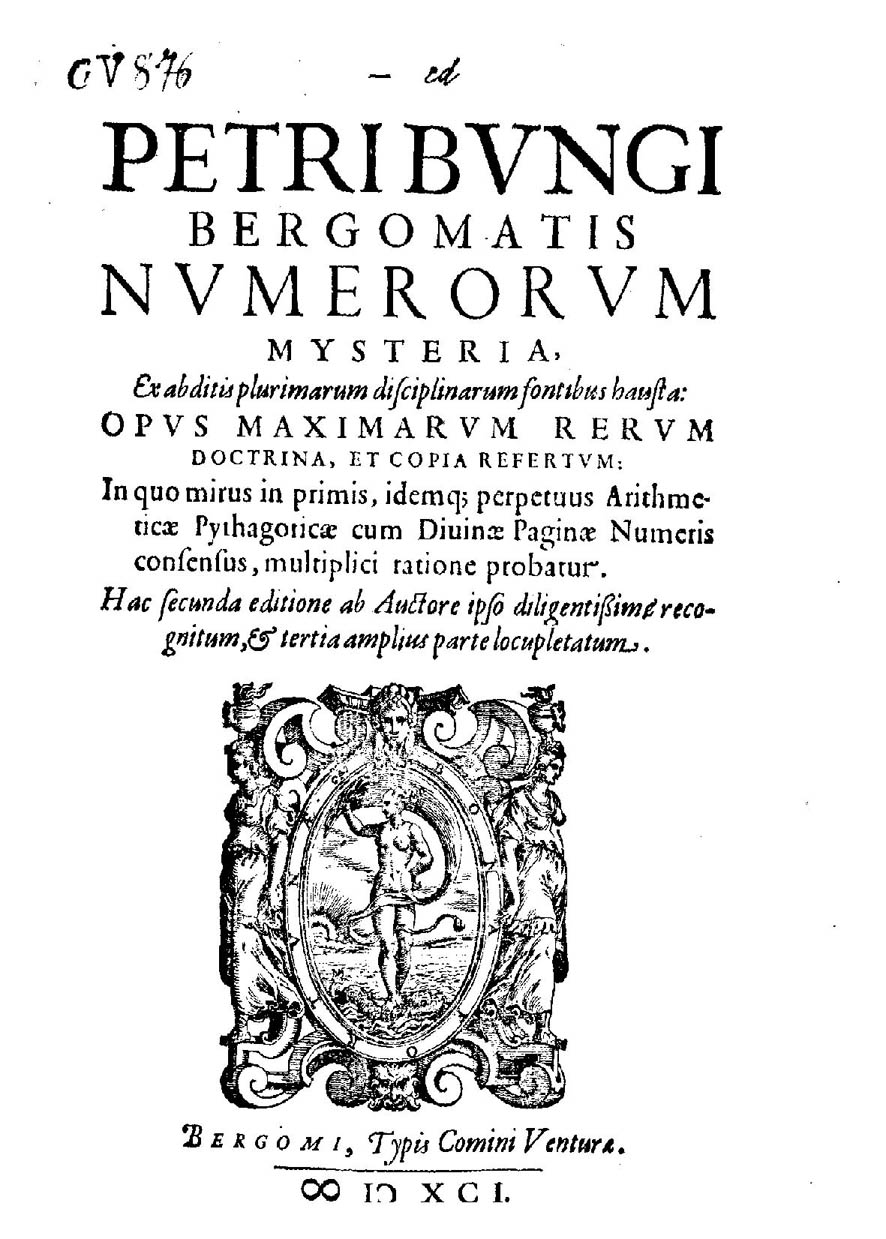
Numerorum mysteria, 1591

Pietro Bongo (o Bungo), latinizzato come Petrus Bungus (Bergamo, XVI secolo – 24 settembre 1601) è stato uno scrittore italiano. È noto per la sua opera di numerologia.

## Biografia
Nacque nell'influente famiglia guelfa dei Bonghi. Studiò le arti del quadrivio, cioè aritmetica e geometria, teoria musicale e astronomia; ma anche filosofia, teologia, poesia antica e occultismo. Conosceva ebraico, greco e latino.
Lavorò nel duomo di Bergamo. Fu vicino ai cardinali Ludovico Madruzzo e Gian Girolamo Albani. Fu in corrispondenza con il poeta Camillo Camilli, Publio Fontana e Giuseppe Unicorni (matematico e filosofo).

## Opere
- (LA) Numerorum mysteria, Comino Ventura, 1591.